# Lijst van musea in Noord-Holland
Dit is een (incomplete) lijst van musea in Noord-Holland.

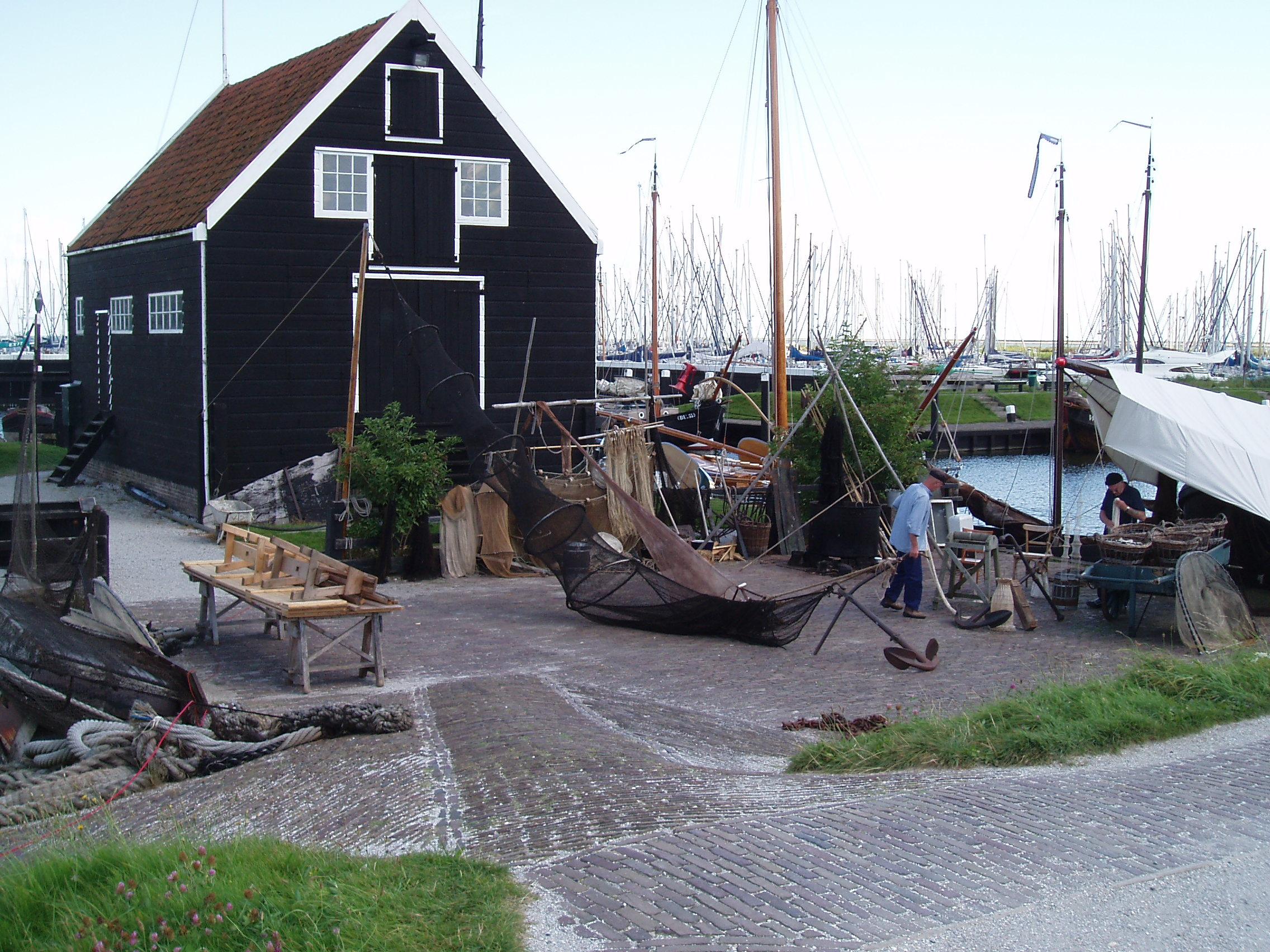
Zuiderzeemuseum Enkhuizen

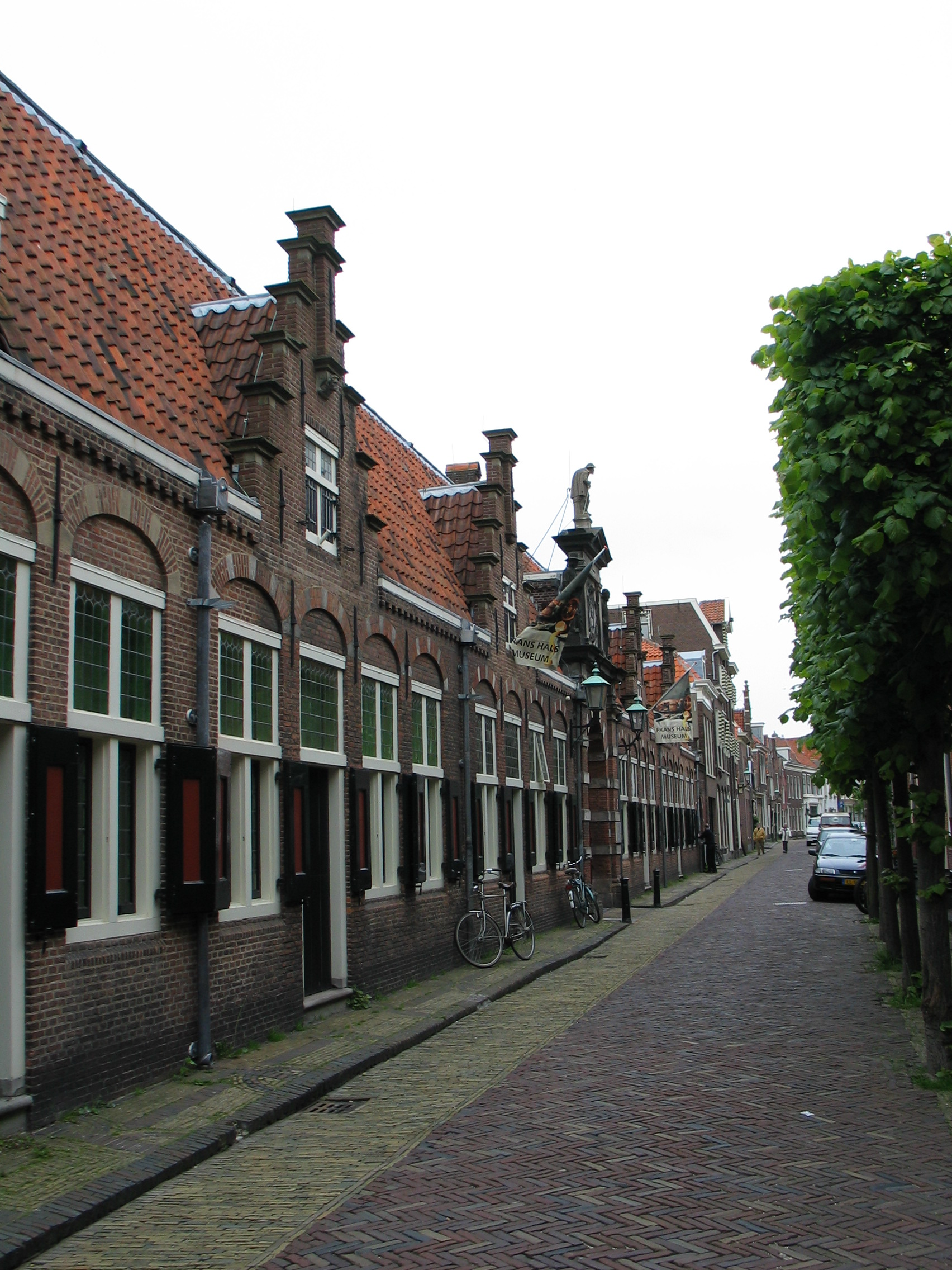
Frans Hals Museum Haarlem

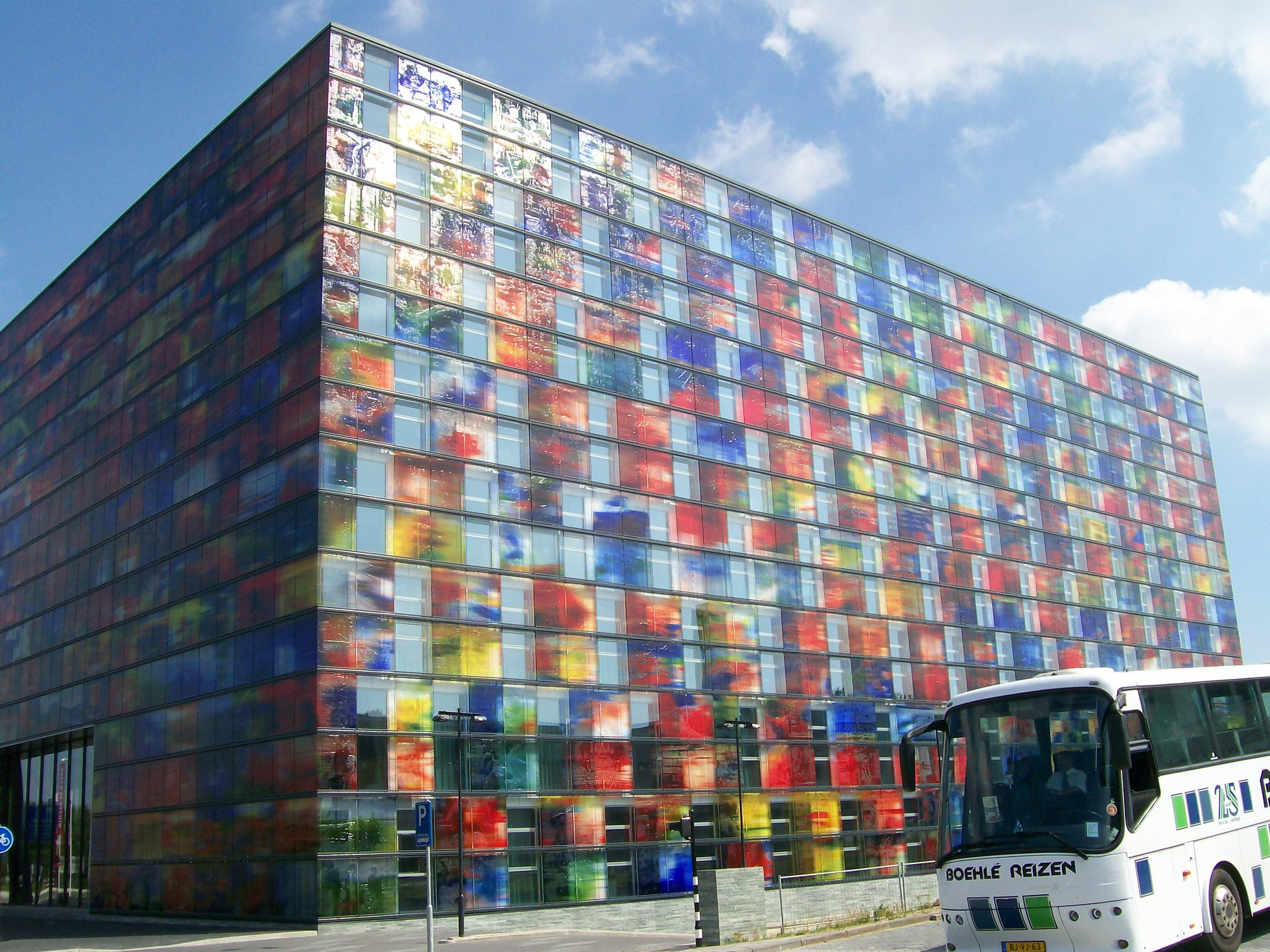
Hilversum Beeld en Geluid

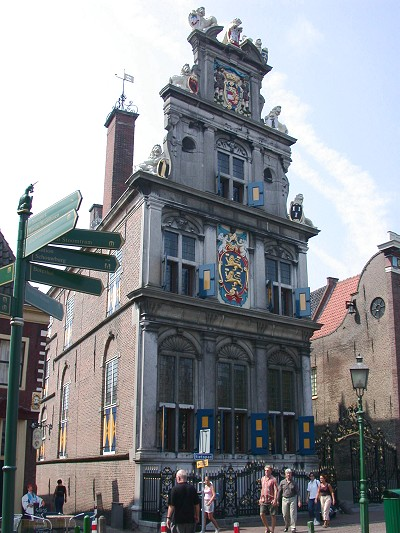
Westfries Museum Hoorn

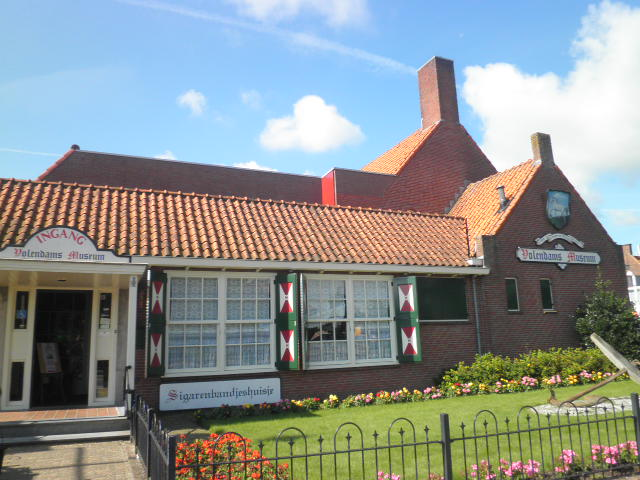
Volendams Museum en Sigarenbandjeshuis

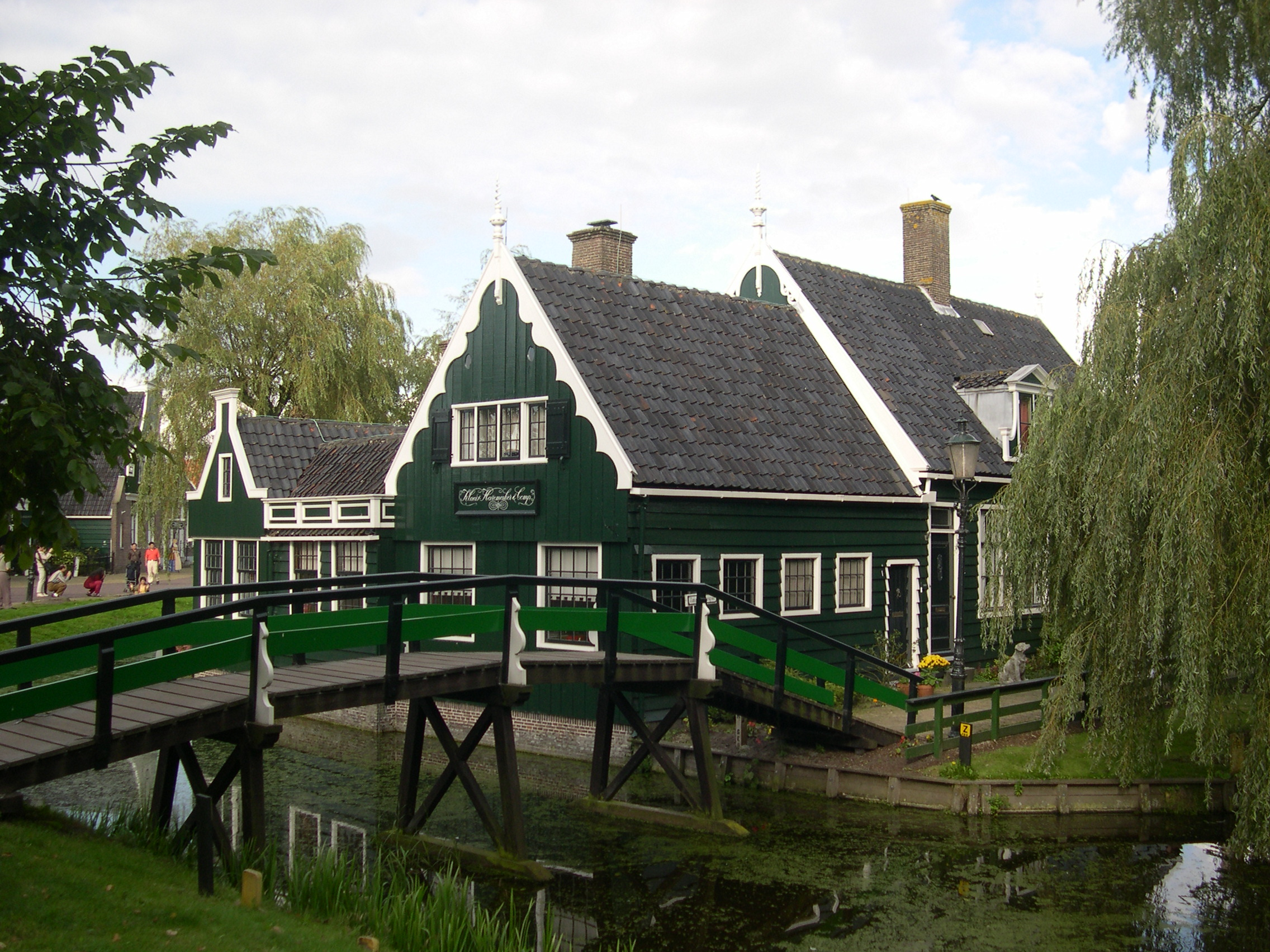
Zaanse Schans Zaandam

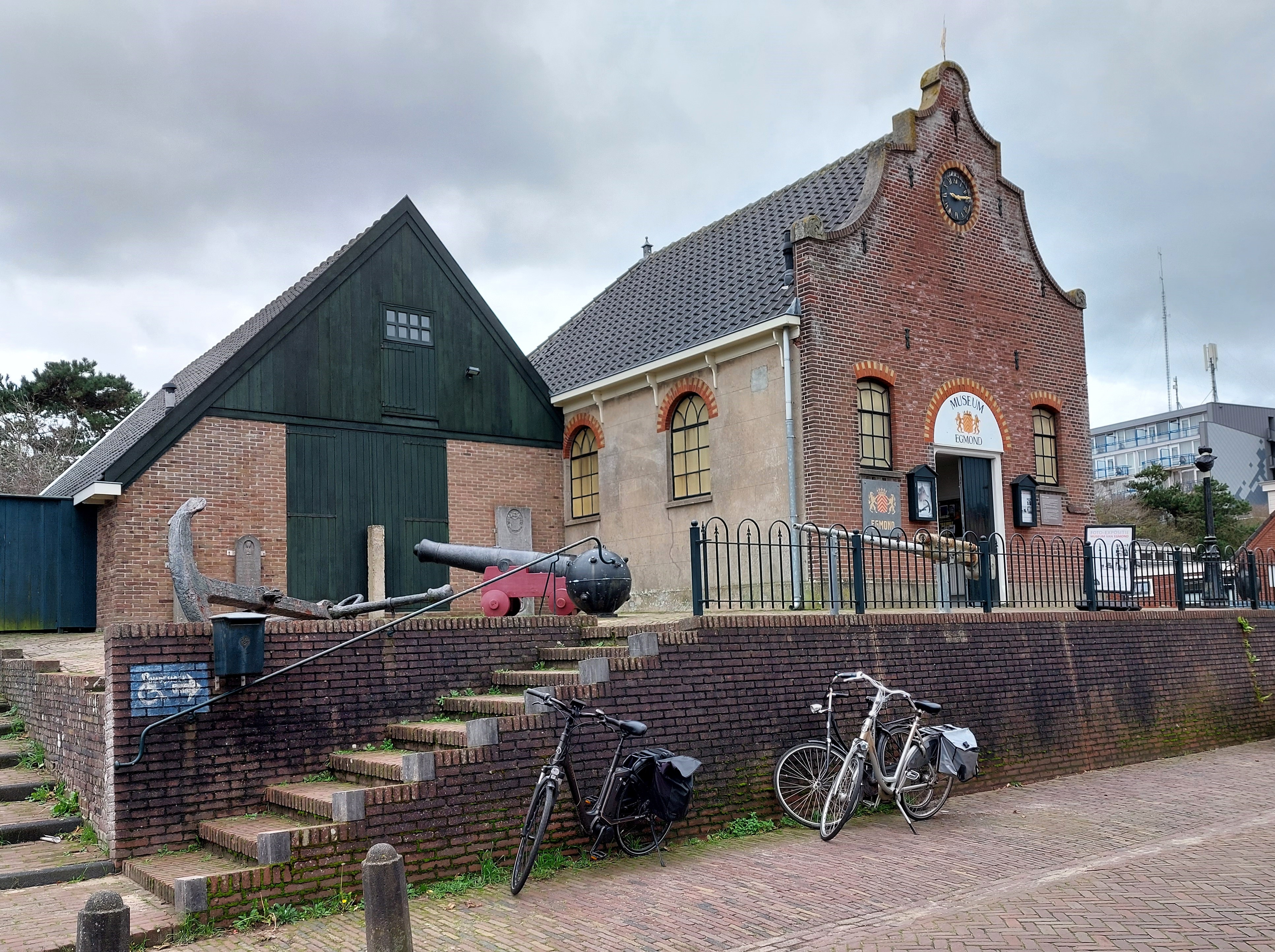
Museum Egmond

## Musea

### Aalsmeer
- Historische Tuin Aalsmeer
- Flower Art Museum

### Aartswoud
- Rundveemuseum Aat Grootes

### Akersloot
- Gemaal 1879
- Oorlogsmuseum 1940-1945

### Alkmaar
- Hollands Kaasmuseum
- Nationaal Biermuseum De Boom
- Op Art Museum
- Stedelijk Museum Alkmaar
- Beatles Museum
- Nederlands Kachel Museum (in 2011 opgeheven)

### Amstelveen
- Cobra Museum voor Moderne Kunst
- Museum Jan
- Amsterdamse Bos, Bezoekerscentrum

### Andijk
- Eendenmuseum, over de Citroën 2CV

### Bergen
- Museum Kranenburgh
- Auto-Union Museum in Bergen (gesloten in 2014)
- Museum Vliegveld Bergen, over de periode 1940-1945

### Beverwijk
- Museum Kennemerland

### Broek op Langedijk
- Museum BroekerVeiling

### Castricum
- Huis van Hilde

### Cruquius(Haarlemmermeer)
- Gemaal De Cruquius

### Den Helder(zie ook:HuisduinenenJulianadorp)
Huidig
- De Nollen
- Helders Museum (voorheen: Paviljoen van Toen)
- Telefoonbunker 616 (geopend bij gelegenheden)
- Museumhaven Willemsoord
  - Lichtschip Texel
  - Marinemuseum
  - Nationaal Reddingmuseum Dorus Rijkers

Voormalig
- Käthe Kruse Poppen- en Speelgoedmuseum (gesloten in 2013, collectie is verhuisd naar het Käthe-Kruse-Puppen-Museum in Donauwörth, Duitsland)
- Helders Politiemuseum (verhuisde in 1998 niet mee naar het nieuwe politiebureau)
- Rob Scholte Museum (in 2018 ontruimd in opdracht van gemeente Den Helder)
- Solex-museum (gesloten in 2012)

### De Rijp
- Museum In 't Houten Huis
- Museum Jan Boon

### De Koog
- Ecomare

### Driehuis(Velsen/IJmuiden)
- Pieter Vermeulen Museum[1]

### Edam
- Edams Museum

### Egmond aan Zee
- Museum Egmond

### Enkhuizen
- Flessenscheepjesmuseum
- Heiligenbeeldenmuseum
- Zuiderzeemuseum

### Etersheim
- Het Schooltje van Dik Trom

### Haarlem
- Corrie ten Boom Museum
- Draaiorgelmuseum
- Het Dolhuys, landelijk psychiatriemuseum
- Huis Barnaart
- Frans Hals Museum
- Hal (onderdeel van het Frans Hals Museum)
- NZH-Vervoermuseum (de Blauwe Tram)
- Teylers Museum (het oudste openbare museum van Nederland)
- Verwey Museum Haarlem (cultuurhistorie van Zuid-Kennemerland)

### Heemskerk
- Luchtoorlogmuseum Fort Veldhuis

### Heerhugowaard
- Poldermuseum Heerhugowaard

### Heiloo
- Historisch Museum Heiloo

### Hilversum
- Museum Hilversum
- Nederlands Instituut voor Beeld en Geluid

### Hoofddorp
- Historisch Museum Haarlemmermeer, streekmuseum Haarlemmermeer

### Hoogwoud
- Museumboerderij West-Frisia

### Hoorn
- Affichemuseum (gesloten)
- Historisch Museum Turkije-Nederland (opgeheven)
- Huis Bonck
- Museum van de Twintigste Eeuw
- Museumstoomtram Hoorn-Medemblik
- Speelgoedmuseum De Kijkdoos (opgeheven)
- Westfries Museum

### Huisduinen
- Atlantikwall Centrum
- Fort Kijkduin
- Kroontjesbunker (geopend bij gelegenheden)

### IJmuiden
- Bunker Museum IJmuiden
- IJmuider Zee- en Havenmuseum[2]

### Julianadorp
- Agrarisch museum Weten en Werken

### Laren
- Singer Museum
- Geologisch Museum Hofland

### Medemblik
- Nederlands Stoommachinemuseum
- De Oude Bakkerij
- Kasteel Radboud

### Middenbeemster
- Agrarisch Museum Westerhem
- Betje Wolff Museum

### Monnickendam
- Waterlandsmuseum de Speeltoren

### Naarden
- Comeniusmuseum
- Nederlands Vestingmuseum
- Weegschaalmuseum

### Purmerend
- Purmerends Museum

### Schagen
- Museum Vreeburg

### Schermerhorn
- De Museummolen

### Spanbroek
- Scheringa Museum voor Realisme (voorheen Frisia Museum), opgeheven in 2009

### Texel
- Ecomare
- Luchtvaart- & Oorlogsmuseum Texel
- Maritiem- en Juttersmuseum Flora
- Museum Kaap Skil
- Museum Waelstee, Cultuurhistorisch Museum Texel, voorheen Agrarisch- en Wagenmuseum
- Oudheidkamer Texel

### Uitgeest
- Fort aan den Ham

### Velsen-Noord(Velsen/IJmuiden)
- Hoogovensmuseum

### Velsen-Zuid
- Buitenplaats Beeckestijn

### Volendam
- Palingsoundmuseum
- Volendams Museum
  - Inclusief het Sigarenbandjeshuis

### Zaandam
- Bakkerijmuseum In de Gecroonde Duyvekater
- Czaar Peterhuisje
- Hembrug Museum
- Honig Breethuis
- Museum Zaanse Tijd
- Museumwinkel Albert Heijn
- Zaans Museum, met Verkade Paviljoen
- Zaanse Schans